# Frederick H. Hauck
Pour les articles homonymes, voir Hauck.
Frederick Hamilton Hauck dit Rick Hauck est un astronaute américain né le 11 avril 1941.

## Vols réalisés
- 18 juin 1983 : Challenger STS-7
- 8 novembre 1984 : Discovery STS-51-A
- 29 septembre 1988 : Discovery STS-26